# Орден Прапора Угорської Народної Республіки
Орден Прапора Угорської Народної Республіки (угор. Magyar Népköztársaság Zászlórendje) — вища нагорода Угорської Народної Республіки.
Орденом нагороджувалися за видатні успіхи в розвитку народного господарства країни.
При установі в 1956 році мав 5 ступенів (після 1963 року — 3 ступеня).
Носиться на правій стороні грудей.

## Ступені
- I ступінь — Знак ордена з діамантами
- II ступінь — Знак ордена з рубінами
- III ступінь — Знак ордена